# Sigmatomera angustirostris
Sigmatomera angustirostris är en tvåvingeart som beskrevs av Alexander 1947. Sigmatomera angustirostris ingår i släktet Sigmatomera och familjen småharkrankar. Inga underarter finns listade i Catalogue of Life.